# Auguste François Marie Glaziou
Auguste François Marie Glaziou (Lannion, Bretanya, 30 d'agost de 1828 - Bordeus, 30 de març de 1906), fou un botànic, paisatgista i enginyer francès que va dissenyar el jardí de la Quinta da Boa Vista, a Rio de Janeiro, Brasil.
Estudià a París i va obtenir el grau en enginyeria civil. Va prendre classes al Muséum national d'histoire naturelle. L'any 1858 a requeriment de l'emperador Dom Pedro II, va a Rio de Janeiro com a director de parcs i jardins.
La Quinta Boa Vista va ser la residència real i dels emperadors de Brasil de 1822 a 1889, fins a la proclamació de la República, i està localitzada al barri de Sant Cristòfol. La remodelació escomesa per Glaziou va ser ordenada l'any 1869 per Pere II.

## Algunes publicacions
Amb Antoine Laurent Apollinaire Fée: Cryptogames vasculaires (fougères, lycopodiacées, hydroptéridées, équisétacées) du Brésil. Dos vols., J.-B. Baillière & f., París, 1869-1873
- auguste-francois-marie Glaziou, paul Klincksieck. 1907. Catalogue de la bibliotheque botanique de feu Glaziou. 56 pp.

- -------------------------------------------------. 1905. Plantae Brasiliae centralis a Glaziou lectae. Volum 3 de Mémoires publiés de la Société botanique de France. Editor Au siège de la Société, 661 pp.

## Honors

### Epònims
Gènere
- (Bromeliaceae) Neoglaziovia Mez[1]

Espècies
Especies
| - (Asclepiadaceae) Barjonia glazioui Marquete - (Asteraceae) Willoughbya glazioui Kuntze - (Bromeliaceae) Alcantarea glaziouana (Lem.) Leme - (Connaraceae) Rourea glazioui G.Schellenb. | - (Erythroxylaceae) Erythroxylum glazioui O.E.Schulz - (Euphorbiaceae) Algernonia glazioui Emmerich - (Fabaceae) Lupinus glaziouanus C.P.Sm. - (Fabaceae) Chloroleucon glazioui (Benth.) G.P.Lewis | - (Melastomataceae) Acinodendron glaziouanum Kuntze - (Mimosaceae) Mimosa glazioui Benth. - (Onagraceae) Lopezia glazioui H.Lév. - (Piperaceae) Ottonia glazioui Trel. | - (Poaceae) Ichnanthus glazioui K.E.Rogers - (Sapotaceae) Cynodendron glazioui (Aubrév. & Pellegr.) Baehni - (Sterculiaceae) Byttneria glazioui Hochr. - (Vochysiaceae) Callisthene glazioui Briq. |

Hi ha 1.231 registres IPNI de les seves identificacions i classificacions de noves espècies i varietats.